# Probolus
Probolus is een geslacht van insecten uit de familie Ichneumonidae.

## Soorten
- P. coerulescens Heinrich, 1974
- P. concinnus Wesmael, 1853
- P. crassulus Horstmann, 2000
- P. culpatorius (Linnaeus, 1758)
- P. cyanogaster Jeong, 2008
- P. detritus (Brulle, 1846)
- P. discolor Heinrich, 1974
- P. expunctus (Cresson, 1867)
- P. fukuchiyamanus Uchida, 1927
- P. provancheri (Ashmead, 1890)
- P. sachalinensis Uchida, 1926
- P. victoriae Heinrich, 1974